# Palacio Grillo
El Palazzo del Grillo es un palacio situado en Piazza del Grillo 5 en Roma en el distrito de Monti.

## Descripción
El palacio consta de dos voladizos laterales, de los que el izquierdo está unido al resto por el Arco de los Condes. 
El ala izquierda se desarrolla en cinco plantas, mientras que el ala derecha se compone de tres plantas. 
El palacio incorpora antigua torre medieval que data del año 1223 llamada torre Miliziola. 
Las ventanas están decoradas con volutas y frisos con cabezas de león y conchas. 
El portal, de estilo barroco , rematado en la parte superior por una concha y una cabeza de león, da acceso a un pequeño vestíbulo y a un jardín con ninfeos, fuentes y un portal con cuatro columnas y estatuas de Minerva y Mercurio. 
En su interior hay numerosas salas con techos decorados, una capilla y una galería con decoraciones de estuco. 

## Historia

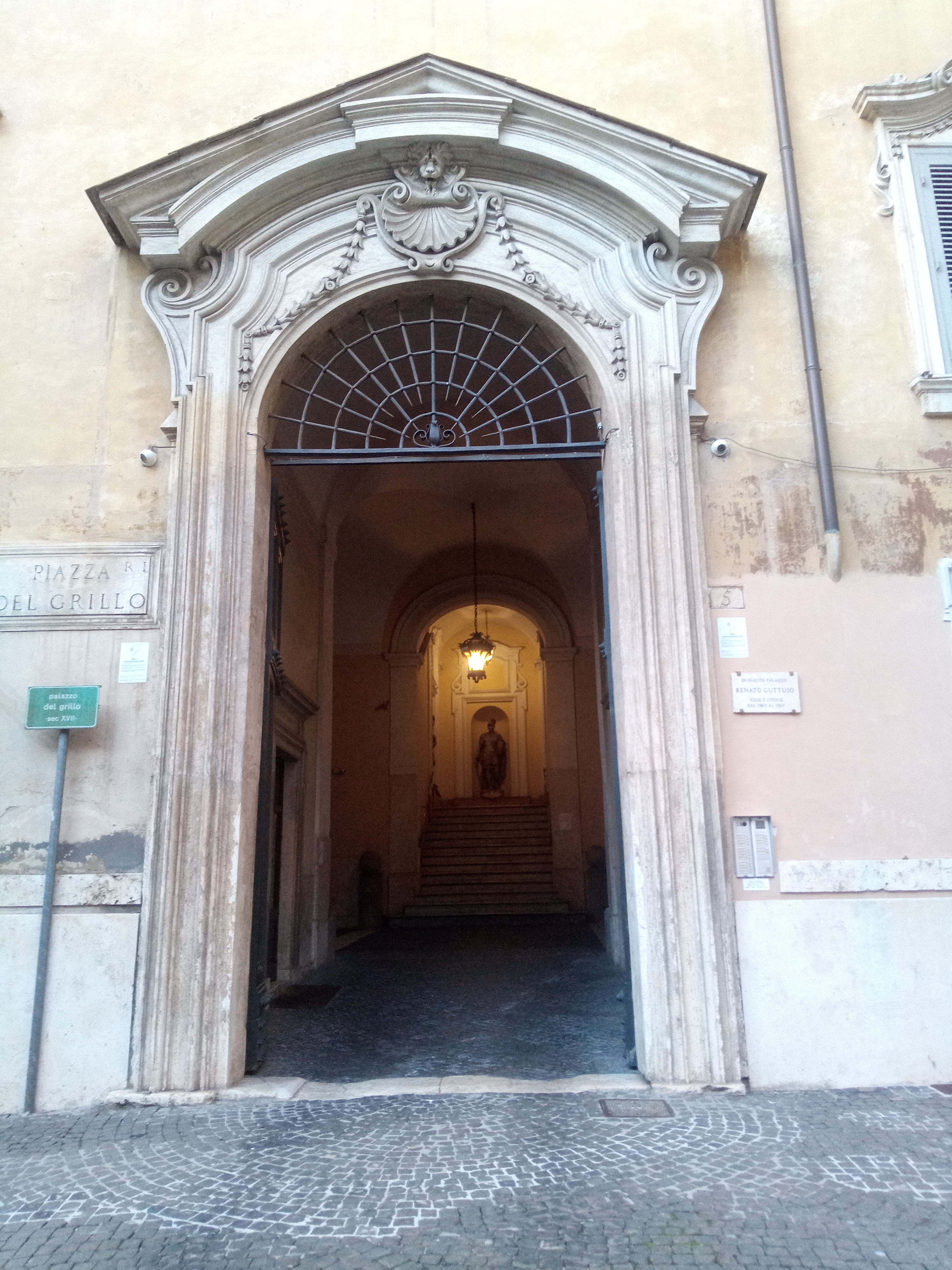
El portal de acceso

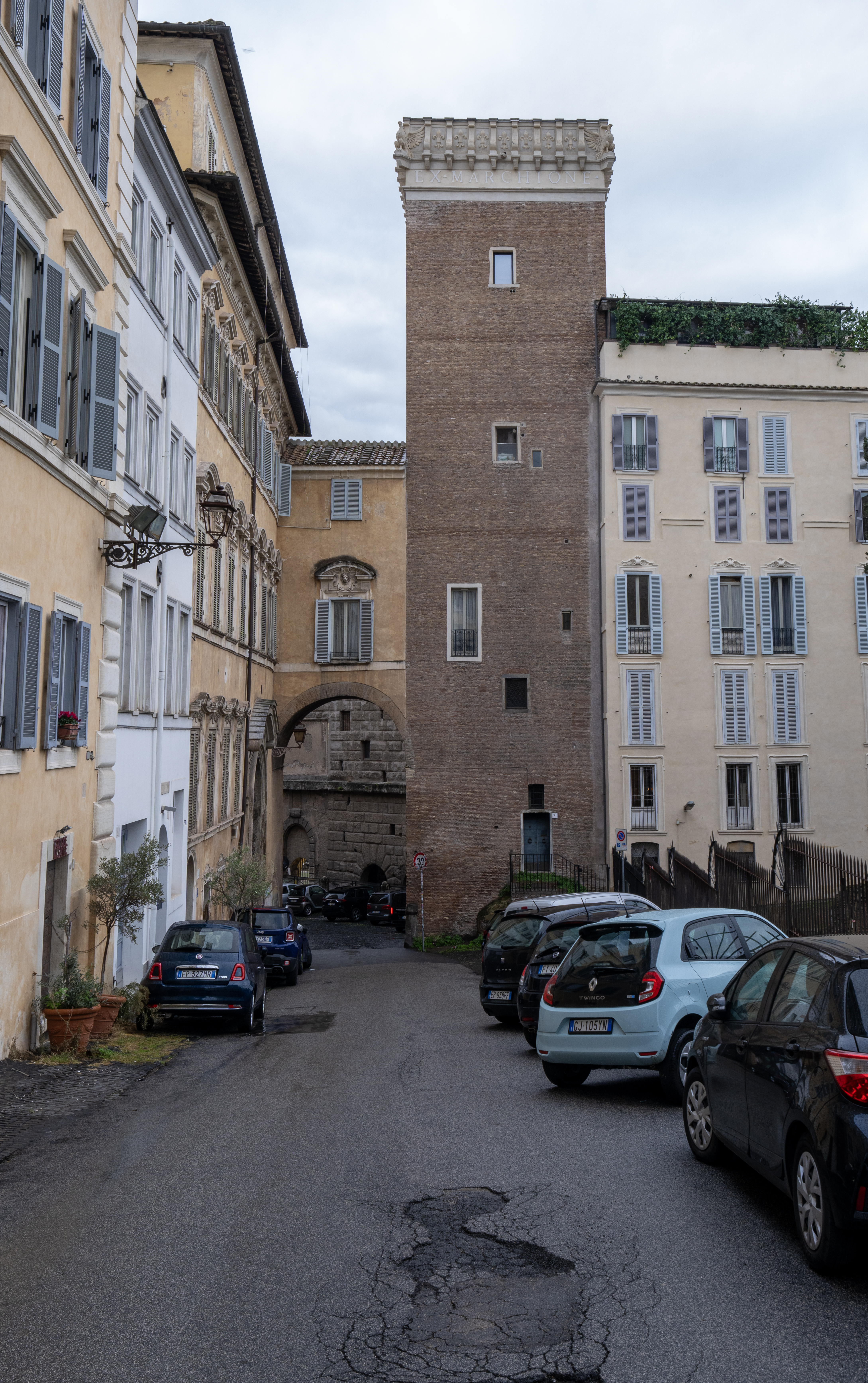
Vista posterior del palacio con la torre Miliziola

En el siglo XIX, el palacio era propiedad de la familia Nicolis de Robilant. 
Renato Guttuso vivió allí entre 1965 y 1987. Cuenta una leyenda romana que en el edificio vivió el marqués Onofrio del Grillo, personaje que inspiró la película El Marqués de Grillo.